# Escut d'Astúries
L'Escut del Principat d'Astúries és rectangular, quadrilong i amb els extrems del costat inferior arrodonits i una punta o angle sortint al centre d'aquest costat, amb la proporció de sis d'alt per cinc d'ample i porta sobre camp d'azur o blau la Creu de la Victòria, d'or, guarnida de pedres precioses del seu natural color, i les lletres alfa majúscula i omega minúscula, també d'or, pendents dels seus braços destre i sinistre, respectivament; i en sengles línies, amb lletres d'or, la llegenda « HOC SIGNE TVETVR PIVS - HOC SIGNE VINCITVR INIMICVS » (Amb aquest emblema es defensa al piadós - Amb aquest emblema es venç a l'enemic) la primera al flanc destre i la segona al flanc sinistre. En timbre, corona reial, tancada, que és un cercle d'or, encastat de pedres precioses compost de vuit florones de fulles d'acant, visibles cinc, interpolades de perles, i de les full surten sengles diademes sumades de perles que convergeixen en un món d'azur o blau, amb el semimeridià i l'equador d'or, sumat de creu d'or. La corona florada, de gules o vermell.
L'escut del Principat d'Astúries va ser adoptat el 27 d'abril de 1984, basat en el que la Diputació Provincial d'Oviedo va adoptar l'any 1857. En 1985 es va crear una versió simplificada de l'escut, d'acord amb l'estil gràfic dels logotips corporatius, per a ús exclusiu de l'Administració del Principat.

## Història

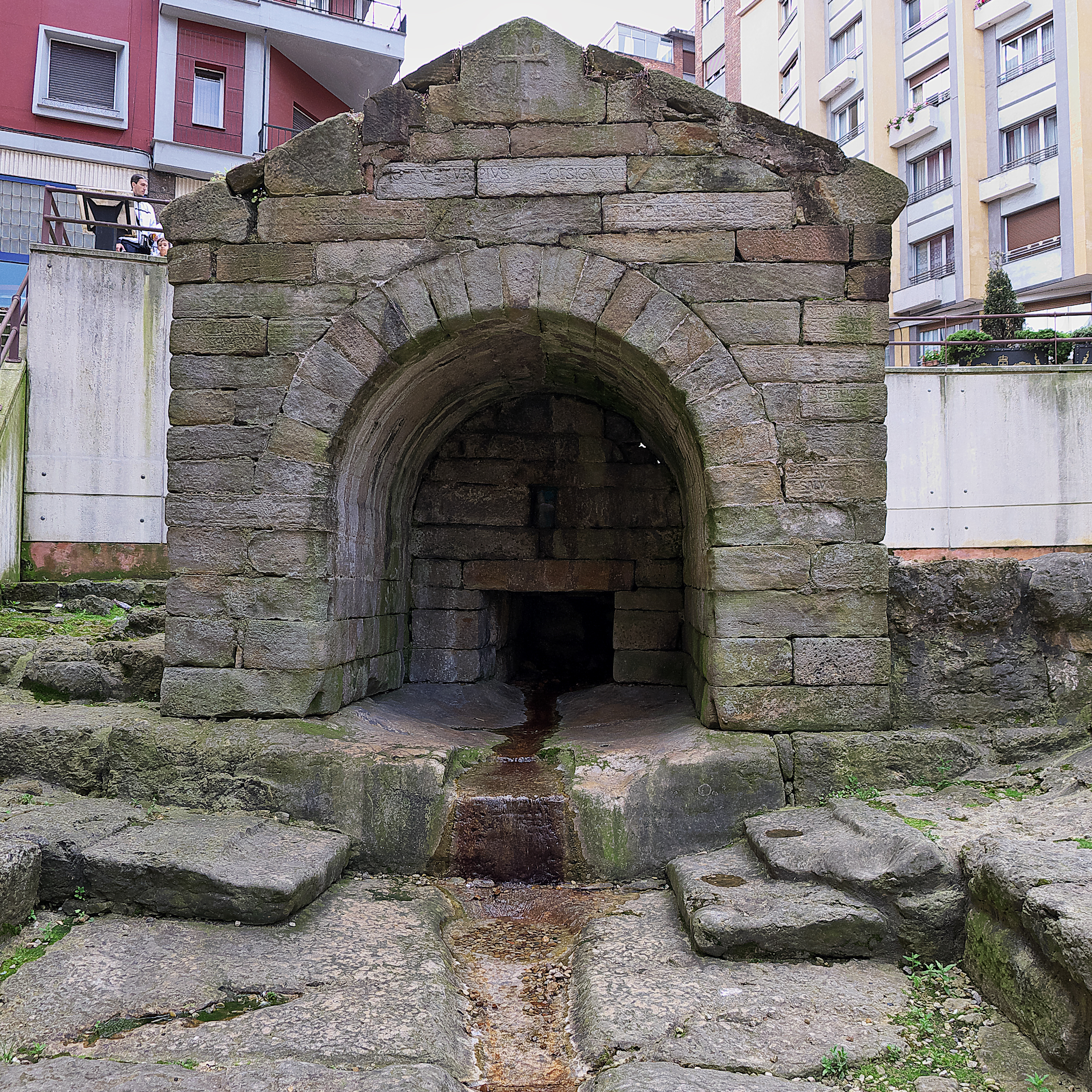
A la Foncalada de Oviedo pot apreciar-se una talla similar a la Creu de la Victòria que avui figura en l'escut del Principat d'Astúries.

En l'època del Regne d'Astúries (718 - 925) l'heràldica no havia nascut encara i, per tant, no és apropiat parlar d'escuts pròpiament dits, encara que sí que poden veure bastants dibuixos i talles en els exemples de l'art asturià de creus acompanyades de les lletres alfa i omega. La Foncalada d'Oviedo mostra una creu semblant a la Creu de la Victòria al costat de les inscripcions de « (HOC SIGN) O TVETVR PIVS, HOC SIGNE VI (NCITVR, INIMICVS) - (SIGNVM SALVTIS PO) NE DOMINE IN FONTE (ISTA VT NON PERMETIS) INTROIRE ANGELVM PERCV (TIENTEM)» (amb aquest emblema es defensa al piadós, amb aquest emblema es venç a l'enemic - Senyor, posa l'emblema de la salvació en aquesta font perquè no permetis entrar a l'àngel colpejador). No obstant això no seria fins a finals del segle xviii quan tindria lloc l'estudi de Jovellanos que identificant la Creu de la Victòria com l'element que millor podria veure com un símbol representatiu d'Astúries, donaria lloc més tard al naixement de l'escut heràldic de què disposa el Principat d'Astúries en l'actualitat.
L'antecedent historiogràfic més directe sobre l'escut d'Astúries és a causa de Gaspar Melchor de Jovellanos qui va publicar un estudi sobre l'escut d'Astúries per encàrrec del Francisco Bernaldo de Quirós, marquès de Camposagrado, amb la finalitat d'adoptar un emblema per al Regiment de Nobles Asturians que va combatre durant la Guerra de la Independència Espanyola. En aquest estudi Jovellanos recapitulava la història dels diferents blasons que es van atribuir al Principat per diferents autors i va realitzar una proposta que fet i fet seria determinant per a la seva difusió en el temps i posterior adopció oficial.